# Цев
Цев или разговорно, но неправилно – дуло, се нарича цилиндрична част от огнестрелно оръжие наподобяваща тръба през която преминава куршумът след произвеждането на изстрел. За оръдейните цеви се използва и русизма ствол, който в българския език има друго основно значение. 

Предназначението на цевта е под налягането на барутните газове, снарядът да се ускори и придобие желаната посока към целта .
Цевта се състои от патронник в задната си част, обикновено малко по-масивен от останалата и част, в която се помества и възпламенява заряда / патрона  при изстрел. Цевите могат да са гладки или нарезни . Дължината на цевта е от значение за поразяващите качества на едно оръжие. Обикновено по-дългата цев е по-далекобойна, поради по-дългото време за ускоряване под действие на изгорелите газове и по-точно поразява целта, но това е свързано и с количеството и качеството на заряда.
Нарезните оръжия имат т. нар. нарезна цев, която е с по четири или повече спирално извити под определен ъгъл бразди по цялата дължина на цевта, придаващи въртеливо движение и стабилност на куршума. Разстоянието между две срещуположни изпъкнали полета на браздите се нарича калибър.
Гладките цеви се използват основно в ловните оръжия. Техният боеприпас се зарежда със сачми измервани в т.нар. нули за големите (13/0 е равно на 8.5 мм а номер 13 на около 1 мм, по-големият размер е наричан остаряло дремки). Използват се и сферични или с друга форма куршуми (бренеке е популярно название за едрокалибрен куршум но е всъщност немска конструкция -BRENNEKE hunting ammunition) като основно има два принципа за стабилизиране в полет на несферични ловни гладкоцевни куршуми за лов на едър дивеч - стреловиден („блондо“ е от френската съпротива, диабло- това е „чашката“ за въздушна пушка) или с винтови канали които завъртат куршума от насрещно обтичащия въздух като на бренеке типичен пример е турбина Майер. За подобряване групирането на заряда от сачми и да се намали разпръскването им след изстрелване, ловните цеви често имат конусовидно стеснение на изхода, наречено шок. За някои модели ловни пушки се предлагат и сменяеми шокови втулки (choke) за дулото с различен диаметър, с което се подобрява групираността на стрелбата със сачми. Гладки цеви използват и някои сигнални пистолети и гранатомети. Цевите на газовите пистолети имат стоманена преграда възпрепятстваща използването на бойни патрони.